# Cirrhochrista disparalis
Cirrhochrista disparalis is een vlinder uit de familie van de grasmotten (Crambidae), uit de onderfamilie van de Spilomelinae. De wetenschappelijke naam van deze soort is voor het eerst voorgesteld als Botys disparalis door Francis Walker in een publicatie uit 1866.
De soort komt voor in Indonesië (Soela-eilanden).